# جولیو تئودورو سالم
جولیو تئودورو سالم (انگلیسی: Julio Teodoro Salem; زاده ۲۶ سپتامبر ۱۹۰۰ – درگذشته ۳ سپتامبر ۱۹۶۸) سیاستمدار اهل اکوادور بود. وی از ۲۹ مه ۱۹۴۴ تا ۳۱ مه ۱۹۴۴ رئیس‌جمهور این کشور بود.
جولیو تئودورو سالم در ۳ سپتامبر ۱۹۶۸، در سن ۶۷ سالگی درگذشت.